# Пилотаж

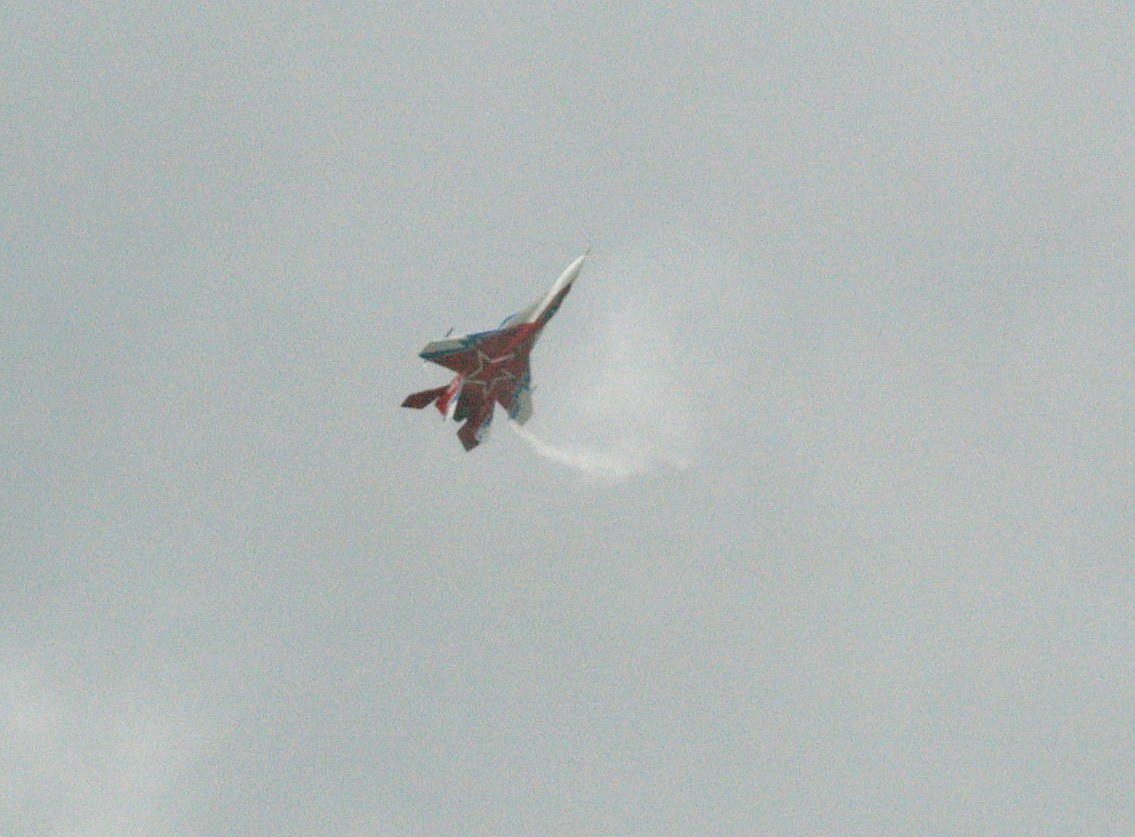
Одиночный пилотаж на МиГ-29, 25 мая 2006 года

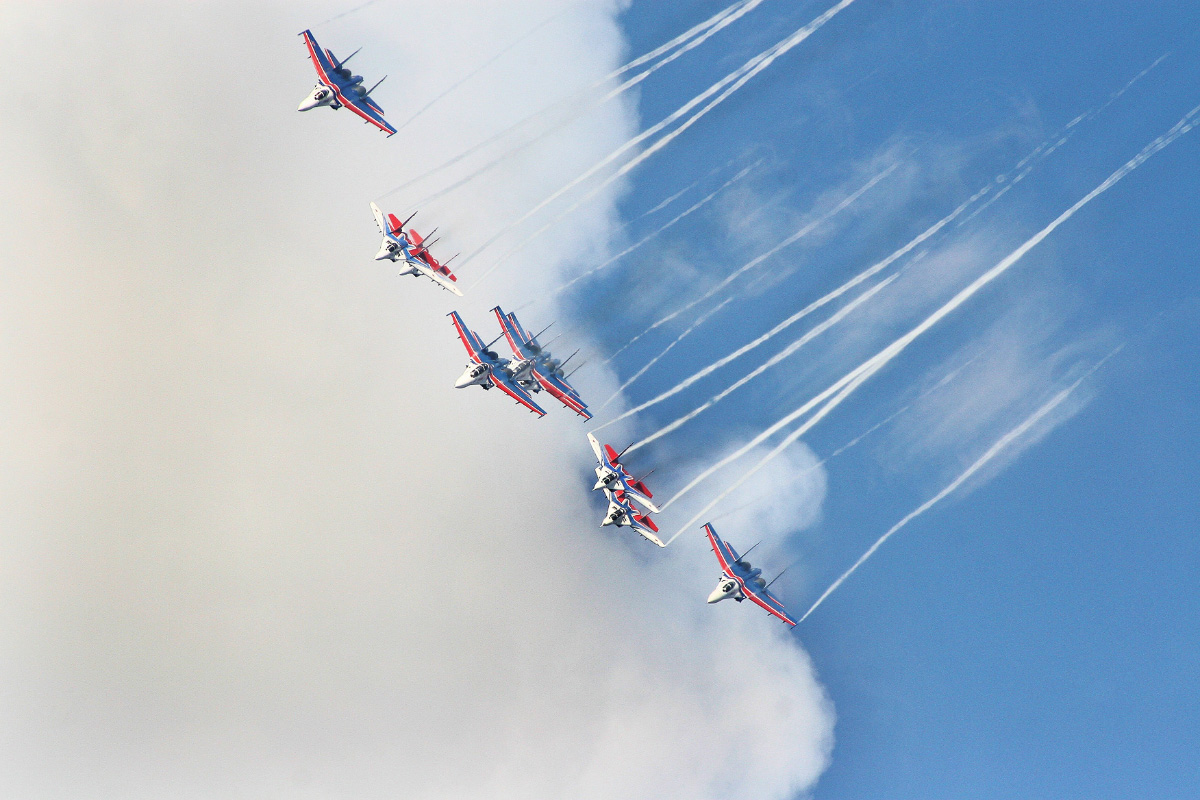
Групповой пилотаж «Стрижей» и «Русских витязей»

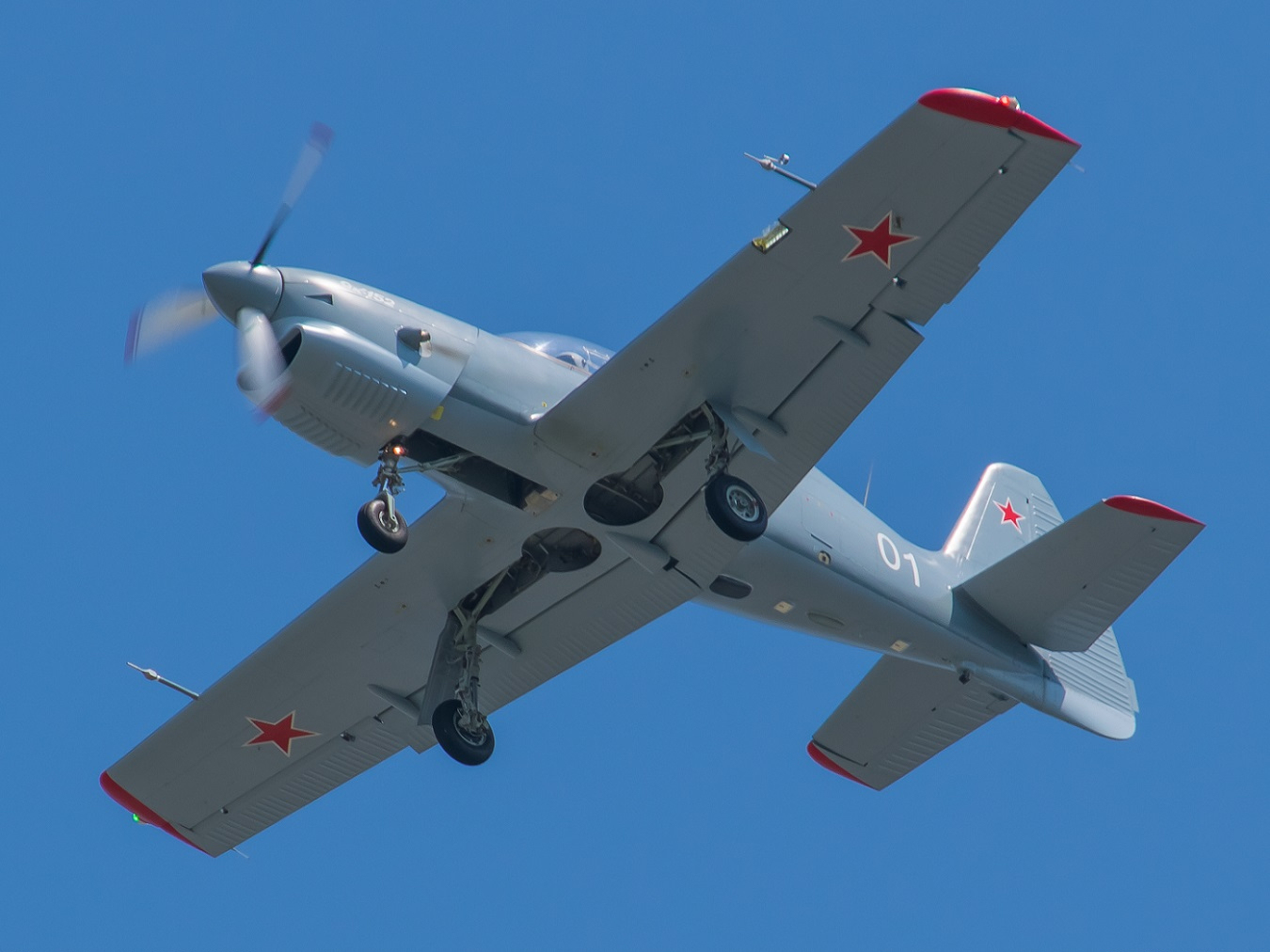
Як-152 в полёте, Иркутск, 2017 год

Пилота́ж (фр. pilotage, от piloter — вести самолёт) — пространственное маневрирование (вождение, управление) летательным аппаратом (ЛА), имеющее целью выполнение различных фигур в полёте.
Пилотаж осуществляется для обучения лётчиков (пилотов) маневрированию, выполняется в спортивных целях, в целях поражения противника в воздушном бою или атак на наземные цели.

## История
Историческую дату начала авиации и соответственно вождения самолёта — пилотирования, а позже и пилотажа, различные исследователи определяют по-разному. Некоторые датируют это событие 20 июля 1882 года, когда в Российской империи самолёт конструкции А. Ф. Можайского, оснащённый двумя паровыми двигателями, оторвался от земли и, продержавшись в воздухе несколько секунд, упал на крыло. Другие специалисты считают, что первый полёт на аэроплане принадлежит изобретателям братьям Уилбуру и Орвиллу Райт, которые 14 декабря 1903 года подняли в воздух свой ЛА, с бензиновым двигателем, под названием «Флайер», пробывший в воздухе 3,5 секунды, и произвели удачную посадку.
В это же время и другие изобретатели стали поднимать в воздух самолёты (аэропланы) собственных конструкций, и их пилотирование постепенно усложнялось, так и появились фигуры пилотажа. С развитием авиационного дела происходило и совершенствование пилотирования и пилотажа.
Первый в мире чемпионат по высшему пилотажу был проведён в 2008 году в Российской Федерации, в городе Новосибирске. Чемпионом мира стала команда России.

## Виды и типы
Пилотаж принято классифицировать по степени сложности и по количеству участвующих ЛА.
По степени сложности выделяют пилотаж:
- простой;
- сложный;
- высший[4], или воздушный акробатизм[5].

По количеству участвующих ЛА различают два вида пилотажа:
- одиночный;
- групповой[3].

## Фигура пилотажа
Фигурой пилотажа принято называть движение ЛА по заранее определённой траектории, при этом ему придаются положения, не свойственные горизонтальному полёту. Из отдельных фигур формируются комплексы, которые демонстрируются на авиашоу и соревнованиях.
Деление фигур пилотажа по сложности меняется по мере того, как совершенствуются летательные аппараты. Многие фигуры, которые сейчас относят к простому пилотажу, раньше считались высшим пилотажем.

### Фигуры простого пилотажа
- Вираж (с креном до 60°)
- Горизонтальная восьмёрка
- Спираль
- Пикирование (с углами пикирования до 45°)
- Горка (с углами кабрирования до 45°)
- Боевой разворот

### Фигуры сложного пилотажа
- Виражи с креном 60° — 70° и более
- Переворот
- Петля Нестерова («мёртвая петля»)
- Переворот Иммельмана
- Пикирование (с углом пикирования более 45°)
- Горка (с углом кабрирования более 45°)
- Управляемая бочка
- Переворот на горке
- Поворот на горке (ранверсман)
- Переворот на вертикали
- Поворот на вертикали (хаммерхед)
- Свечка (вертикальный взлёт)
- Штопор, ранее фигура высшего пилотажа[6];
- Штопорная бочка

### Фигуры высшего пилотажа
К ним относятся все остальные фигуры и их комбинации, а также все фигуры обратного пилотажа и:
- Кобра (первый исполнитель — Игорь Волк, впервые публично исполнил Виктор Пугачёв в 1989 году).
- Колокол (первый исполнитель на реактивном самолёте — Анатолий Квочур, также фигура имеет название Колокол Квочура) применяется для обмана вражеских радаров, так как при выполнении этой фигуры самолёт на несколько секунд зависает в воздухе, тем самым становясь невидимым для радаров противника.
- Чакра Фролова (впервые публично исполнил Евгений Фролов в 1997 году) представляет собой мёртвую петлю сверхмалого радиуса на околонулевой скорости, скорее напоминающую кувырок назад. Возможное боевое применение — уход от ракеты или истребителя противника.